# 倉田莉子
倉田 莉子（くらた りこ、1998年1月14日 - ）は、日本の女優。
福岡県出身。ABP inc.所属。

## 人物
2021年からABPinc.に所属しているが、その前は、美容師免許を取得してアイリストして働いていた。
ABEMAのヒロミ・指原の“恋のお世話始めました”に出演した際、BLACK LAGOON ヨルムンガンド (漫画)Angel Beats!が好きだと公言していた。
Tiktokでは、イケメンな弟を持つ姉という名前のアカウントを使用して活動している。
本人曰く、趣味は漫画やアニメから影響を受けて始めたものが多い。

## 出演作品
舞台
- メイクルーム2022（2022年11月30日 - 12月11日、APOCシアター） - 綾瀬まさみ役
- 時空少女ピピ2 甦れフレア（2023年8月9日 - 13日、築地本願寺ブディストホール） - アオイ役[2][3]
- 我らのエピローグは終わらない（2023年10月27日 - 31日、武蔵野芸能劇場） - 葵カナ役
- ハザカイキ（2024年3月31日 - 4月22日、THEATER MILANO-Z / 4月27日 - 5月6日、森ノ宮ピロティホール）[4]
- 新・魔法少女辞めます（2024年5月14日 - 19日、新宿スターフィールド） - 田村葵役
- DIGITAL HOMUNCULUS（2024年7月25日 - 7月28日、studio青猫） - ファースト役
- 朗読劇　果ての咲き（2024年11月29日 - 12月1日、下北沢亭） - 主演

TV番組
- 全力坂（2022年2月22日・2月28日 テレビ朝日）
- ザ！世界仰天ニュース（2024年12月3日 日本テレビ）再現VTR
- 芸能人が本気で考えた!ドッキリGP (2025年1月25日　フジテレビジョン)
- 行列のできる相談所(2025年2月2日 日本テレビ)再現VTR はるな愛役

配信
- ヒロミ・指原の“恋のお世話始めました”（2021年5月13日 ABEMA TV）[5]
- じゃない方のワタシ (2024年12月24日〜 FANY:D)

MV
- 海蔵亮太「会いたい会えない」
- レイラ「話をしよう」
- 松尾祥真「profile」